# Cliff Lee
Clifton Phifer „Cliff“ Lee (* 30. August 1978) ist ein ehemaliger US-amerikanischer Baseballspieler in der Major League Baseball (MLB) auf der Position des Starting Pitchers. Nach langjährigem Einsatz für die Cleveland Indians hat Lee von 2009 bis Ende 2010 vier Mal das Team gewechselt und spielte von 2011 bis Ende Juli 2014 bei den Philadelphia Phillies. Lee wirft mit links und hat 2008 den Cy Young Award erhalten.

## Baseball-Karriere

### Anfänge
Lee wurde 1997 von den Florida Marlins gedraftet, unterschrieb dort aber keinen Vertrag. Im darauf folgenden Draft 1998 wiederholte sich dies, als kein Vertrag mit den Baltimore Orioles zustande kam. Stattdessen spielte er für College bzw. Universitätsteams.
2000 wurde Lee dann von den Montreal Expos verpflichtet und machte 2002 sein Debüt im AA-Farmteam. Im Juni wurde er in einem Tauschgeschäft mit insgesamt sechs Spielern an die Cleveland Indians abgegeben.

### Cleveland Indians

#### 2002 bis 2007
Bereits im September 2002 wurde Lee erstmals in der MLB eingesetzt. 2003 war er wegen Verletzungen nur Ergänzungsspieler, wurde aber ab 2004 zum regelmäßigen Starter für die Indians. In jeweils mehr als 32 Starts in den Jahren 2004–2006 konnte Lee mit guten Statistikwerten aufwarten (z. B. 2005 mit einem ERA von 3,79).
2006 erhielt er folgerichtig einen über drei Jahre laufenden Vertrag über insgesamt 14 Mio. US-Dollar bis zum Ende der Saison 2009.
Das Jahr 2007 war für Lee sowohl von Verletzungen als auch Verstimmungen innerhalb des Teams bzw. gegenüber den Fans geprägt. Im Juli 2007 traf er in einem Auswärtsspiel bei den Texas Rangers den an jenem Abend für seinen 600. Homerun geehrten Sammy Sosa mit einem Ball am Kopf, was vom eigenen Catcher Victor Martinez kritisiert wurde. Kurze Zeit später wurde Lee nach einer schlechten Leistung bereits nach vier Innings abgelöst und bedankte sich ironisch für die Buhrufe der Fans mit der Folge einer Versetzung ins Farmteam am darauffolgenden Tag.

#### 2008
Im Jahr 2008 erreichte Lee seinen bisherigen Karrierehöhepunkt. Obwohl das Team insgesamt nicht um den Titel mitspielte, konnte er verschiedene Bestmarken aufstellen oder erreichen. Er gewann u. a. 19 der ersten 21 Einsätze, die als Entscheidung gewertet werden konnten (dies gelang seit 1920 nur acht Pitchern). Im April gelang ihm sein erstes Spiel der Karriere ohne gegnerischen Run (shutout) (sowie im späteren Saisonverlauf ein weiteres).
Entsprechend wurde er erstmals ins All-Star Game berufen und dort als Starter eingesetzt. Insgesamt erzielte er 22-3 in 31 Starts mit einem ERA von 2.55 bei 170 Strikeouts in insgesamt 223⅓ Innings. Damit war er in diesem Jahr bester Pitcher der American League in den Kategorien Wins und ERA.
Folgerichtig erhielt Lee verschiedene Ehrungen, u. a. den AL Cy Young Award und die Ehrung als Comeback-Player des Jahres. Damit konnten Pitcher der Cleveland Indians im zweiten Jahr in Folge den Cy Young Award gewinnen (nach C.C. Sabathia im Vorjahr).

#### 2009
Aufgrund seines auslaufenden Vertrages wurde Lees Name während der Saison 2009 regelmäßig als Objekt spektakulärer Spieler(ver)käufe genannt, obwohl er in diesem Jahr in 22 Starts für die Indians bis Ende Juli nur sieben Siege bei neun Niederlagen verbuchen konnte (was bei seinem ERA von 3,14 aber auch an der schlechten Team-Leistung insgesamt mit geringer Offensiv-Unterstützung lag). Kurz vor Ende der Wechselfrist unterschrieb Lee einen Vertrag bei den Philadelphia Phillies.

### Philadelphia Phillies 2009

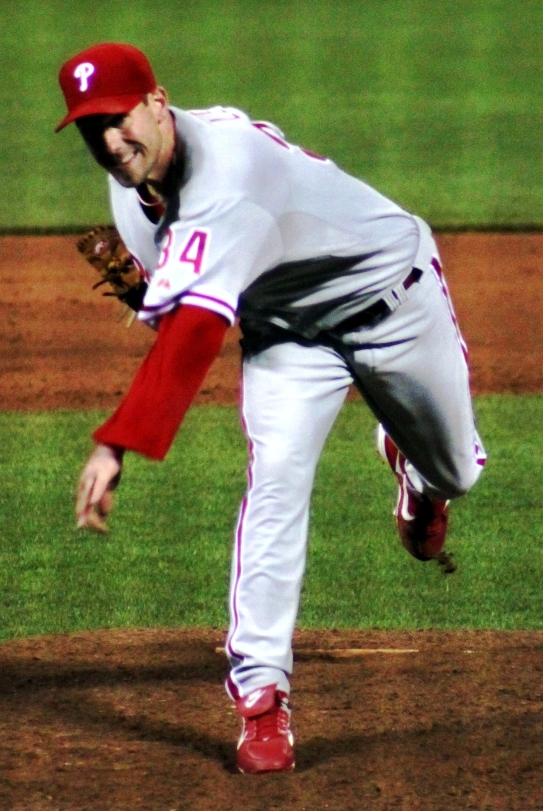
Lee in einem Einsatz für die Philadelphia Phillies.

Gleich im ersten Einsatz für die Philadelphia Phillies warf Lee ein komplettes Spiel in einem 5:1-Sieg und gewann auch die nächsten vier Spiele. In der MLB-Saison 2009 erzielte er insgesamt 14 Siege bei 13 Niederlagen, sein ERA verschlechterte sich leicht auf 3,22 in insgesamt 231,2 Innings (persönliche Bestleistung).
Mit den Phillies bestritt Lee seine ersten Spiele in der Postseason. Hier lieferte er makellose Leistungen ab: In der Division Series warf er bei zwei Starts ein komplettes Spiel (Sieg mit 5-1) und beim Sieg im vierten Spiel 7 ⅓ Innings (beide gemeinsam als 1:0 gewertet mit einem ERA von 1,10). In seinem Einsatz in Spiel drei der Championship Series hielt er die Los Angeles Dodgers in acht Innings bei drei Hits ohne Run. Damit kam er mit einer Bilanz von 2:0 in drei Starts zu seinem ersten World-Series-Einsatz.
Lee startete sofort im ersten Spiel gegen die New York Yankees und zahlte das Vertrauen von Manager Charlie Manuel mit einem erneuten kompletten Spiel beim 6:1-Sieg zurück. Im Spiel 5 der Series konnte Lee einen erneuten Sieg erreichen beim Sieg der Phillies mit 8:6. Er war damit bei der 2:4-Niederlage der Phillies in der World Series neben Andy Pettitte von den Yankees der einzige Pitcher mit zwei Siegen bei einer insgesamt makellosen Bilanz von 4:0 Siegen in fünf Starts.

### Seattle Mariners 2010
Vor der Saison 2010 wurde Lee von den Phillies an die Seattle Mariners verkauft.
Er bestritt sein Debüt am 30. April und konnte in einem insgesamt nur mäßig auftretenden Team in 13 Starts einen Record von 8:3 erreichen, darunter fünf komplette Spiele. Sein ERA lag bei 2,34 ERA.
Im Vorfeld des All-Star Games wurde Lee für die American League nominiert. Aufgrund seines hohen Gehalts wurde Lee erneut im Zusammenhang mit vielen Teams als mögliches Kaufobjekt genannt, u. a. von den Yankees, er wechselte aber kurz vor Ablauf der Wechselfrist zu den Texas Rangers.

### Texas Rangers 2010
Am 9. Juli 2010 wurde der Wechsel bestätigt. Zusammen mit den Texas Rangers unterlag Cliff Lee in der Austragung der 106. World Series Ende 2010 den San Francisco Giants mit 4-1 verlorenen Spielen.

### Philadelphia Phillies 2011
Am 13. Dezember 2010 bestätigte Cliff Lee seinen Wechsel zurück zu den Philadelphia Phillies. Er unterschrieb einen Fünfjahresvertrag mit der Option für eine sechste Saison.

## Persönliches Umfeld
Lee ist verheiratet und hat einen Sohn und eine Tochter.

## Statistiken
- Spielerinformation und Statistiken von MLB oder ESPN oder Baseball-Reference oder Fangraphs oder Baseball-Reference (Minor League) (englisch)